# Giornale del Popolo
Il Giornale del Popolo era un quotidiano in lingua italiana del Canton Ticino (Svizzera), fondato nel 1926 dall'allora Vescovo Mons. Aurelio Bacciarini.

## Storia
Diretto fin dalla sua fondazione e per molti anni da don Alfredo Leber (1926-1983), tra i direttori più longevi nella storia del giornalismo, il foglio si preoccupò di diffondere i dettami della Chiesa cattolica con un'attenzione particolare alla sfera morale, ampliando nel tempo la panoramica dei temi trattati (moda, sport, tempo libero, spettacoli). La tiratura passò dalle iniziali 2'500 copie a 4'000 nel giro di pochi mesi, a 8'000 dopo il 1945, a quasi 19'000 nel 1975, diventando il quotidiano più diffuso nel Cantone Ticino. 
La sede del quotidiano era a Massagno, dove erano presenti anche buona parte della redazione e dei servizi amministrativi. Aveva una tiratura di 10'041 copie e, con un lettorato di 35'000 lettori (dati al 2018), era il quarto quotidiano più letto della Svizzera italiana. Nel 2004 il 51% del giornale era di proprietà della Diocesi di Lugano, mentre il 49% era di proprietà della Società Editrice Corriere del Ticino. Il fallimento è stato decretato il 5 giugno 2018, un mese circa dopo il fallimento di Publicitas AG - avvenuto venerdì 11 maggio 2018 - che ne gestiva gli annunci pubblicitari.
Nel 2018 l'Archivio di Stato del Cantone Ticino acquisita il fondo fotografico del "Giornale del Popolo" con la sua documentazione prodotta dagli anni Cinquanta al 2018 sulla cronaca cantonale, regionale e sportiva e un'attenzione alla vita cattolica ticinese.

## Direttori
- Don Alfredo Leber (1926-1983)
- Silvano Toppi (1983-1987)
- Filippo Lombardi (1987-1996)
- Giuseppe Zois (1996-2002)
- Cesare Chiericati (2002-2004)
- Claudio Mésoniat (2004-2015)[3]
- Alessandra Zumthor (2015-2018)[4]